# Cremastobombycia ambrosiaeella
Cremastobombycia ambrosiaeella är en fjärilsart som först beskrevs av Victor Toucey Chambers 1871.  Cremastobombycia ambrosiaeella ingår i släktet Cremastobombycia och familjen styltmalar. Inga underarter finns listade i Catalogue of Life.